# Маріямпільська сільська рада
| Маріямпільська сільська рада — орган місцевого самоврядування у Галицькому районі Івано-Франківської області з адміністративним центром у с. Маріямпіль. Історична дата утворення: в 1940 році. Водоймища на території, підпорядкованій даній раді: річка Дністер. Івано-Франківська обласна рада у зв'яку з відновленням селу Маринопіль Галицького району колишнього найменування — Маріямпіль, рішенням від 18 червня 2003 року перейменувала Маринопільську сільраду на Маріямпільську. |

## Населені пункти
Сільській раді підпорядковані населені пункти:
- с. Маріямпіль — населення 1 015 чол.; площа 18,234 кв.км; колиш.назва Маринопіль
- с. Водники — населення 502 чол.; площа 9,210 кв.км;

## Склад ради
Рада складається з 16 депутатів та голови.